# Ceratinops inflatus
Ceratinops inflatus là một loài nhện trong họ Linyphiidae.
Loài này thuộc chi Ceratinops. Ceratinops inflatus được James Henry Emerton miêu tả năm 1923.